# Sycophaga depressa
Sycophaga depressa är en stekelart som beskrevs av Jean Risbec 1955. Sycophaga depressa ingår i släktet Sycophaga och familjen fikonsteklar.
Artens utbredningsområde är Madagaskar. Inga underarter finns listade i Catalogue of Life.